# Ribeira de Alge
A Ribeira de Alge nasce na Serra da Lousã, entre as aldeias de Singral Cimeiro e Alge (40° 02′ 29,98″ N, 8° 14′ 12,04″ O) atravessa o concelho de Figueiró dos Vinhos e desagua na Aldeia Foz de Alge no Rio Zêzere.